# サラリーマン経営者
サラリーマン経営者（サラリーマンけいえいしゃ）とは、サラリーマン（会社員）から内部昇格して経営者（社長）になっている者を表す日本の用語である。サラリーマン感覚が抜けず、経営者として不適格な人物を指す言葉としても用いられる。類義語はサラリーマン社長。プロ経営者（外部招聘されるような高度な経営者）やオーナー経営者（会社創業者、同族会社の経営者など）とよく比較される。

## 概要
長田貴仁は、サラリーマン経営者を「新入社員から昇進する「生え抜き」と呼ばれる昇進型」「転職してきた社員が取締役に就任する移籍昇進型」「いきなり取締役（社長、会長）に就任するいわゆる「外様」」の3類型に分類した。
一般的に、日本のサラリーマン経営者は会社の株式をあまり保有していない上に任期が短いため、自分が会社のオーナーであるという意識があまりない。そのため、サラリーマン経営者は優秀な社員だったにもかかわらず、自分が経営者として雇われている間の短期的な利益ばかりを求めがちである。また、貸借対照表やキャッシュフローへの理解が疎い傾向もある。加えて、大きな失敗を避けるために新しいことへの挑戦に消極的である。

## 特徴
一般的なサラリーマン経営者の特徴は以下の通りである。
- 会社の株をほとんど持っていない
- 合議制を好む（他者に責任を分散させて自分の責任を減らす）
- リスクをとることを嫌う
- 短期的な志向の経営を行う（自分が退任した10年～20年あとのことを考えない）
- 前例主義（古い慣習の踏襲や成功した前例の真似を好む）
- 異才を容れる器が無く欠点のない平均的なタイプの人材を重用する（異才を理解できない、異才に嫉妬する、異才をチャンスではなくリスクと捉える）

## オーナー経営者と比較
サラリーマン経営者の特徴はオーナー経営者とは対照的である。オーナー経営者は、長期的目線で経営する者が多く、賃貸借表やキャッシュフローへの理解が深い。また、オーナー経営者は大量の株を保有していて、自分の資産が会社の業績によって大きく変動しうるため、株価に関心が高いとされる。世界長者番付や日本の長者番付の上位に入っている者は会社創業者や会社のオーナーである。